# Chotek Zsófia
Chotek Zsófia, Chotkova és Wognin grófnője (németül Sophie Maria Josephine Albina Chotek Gräfin von Chotkowa und Wognin; csehül Žofie Marie Josefína Albína roz. hraběnka Chotková z Chotkova a Vojnína), (Stuttgart, 1868. március 1. – Szarajevó, 1914. június 28.) cseh grófnő, 1900-tól Habsburg–Lotaringiai Ferenc Ferdinánd főherceg, trónörökös felesége, e minőségében Hohenberg hercegné (Fürstin von Hohenberg, 1909-től Herzogin von Hohenberg). Férjével együtt politikai gyilkosság áldozatául esett. Az életüket kioltó szarajevói merénylet az első világháborút kirobbantó eseménynek tekinthető.

## Élete

### Ifjúkora
Zsófia grófkisasszony 1868-ban született. Édesapja Bohuslaw Chotek, Chotkowa és Wognin grófja, cseh nemesember és diplomata, édesanyja Wilhelmine Kinsky, Wchinitz és Tettau grófnője.
A leány Izabella főhercegnének, Habsburg–Tescheni Frigyes főherceg feleségének kíséretéhez tartozott, udvarhölgyként. 1896-ban (más források szerint 1894-ben vagy 1897-ben) Prágában megismerkedett Ferenc Ferdinánd főherceggel (Franz Ferdinand von Österreich-Este). Viszonyukat 1899-ig titokban tartották. Ferenc Ferdinánd szándéka volt, hogy Zsófiát feleségül veszi, ám ez sok gonddal járt szerelme alacsonyabb származása miatt. Amikor ez kitudódott, botrány tört ki, de Ferenc Ferdinánd a császári családdal szembeszállva kitartott választottja mellett, és nyilvánosan is eljegyezte Zsófiát.

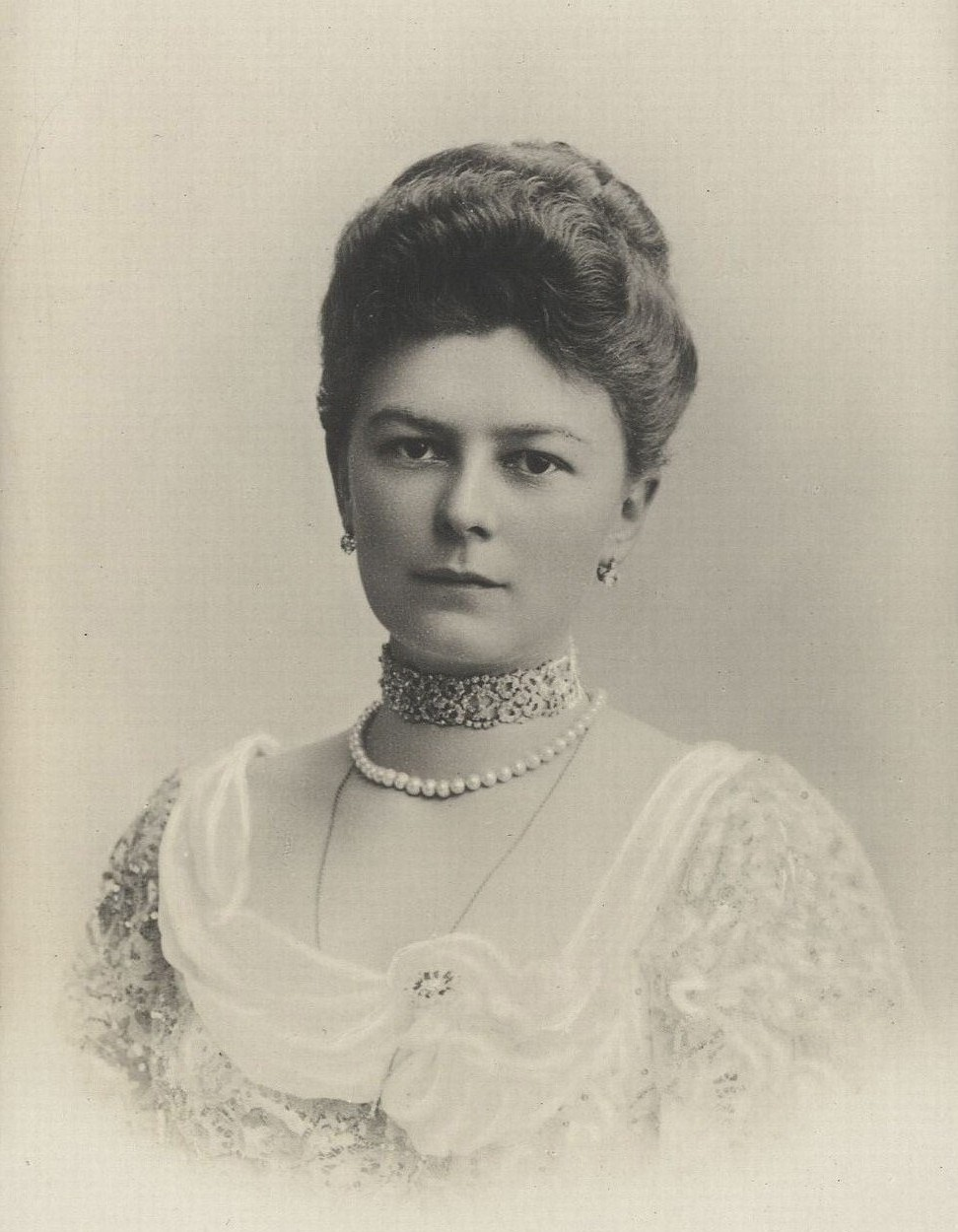
Zsófia, Hohenberg hercegnője

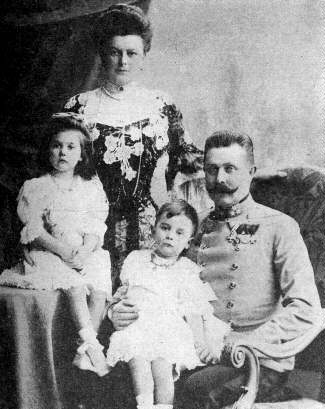
Ferenc Ferdinánd, családja körében

### Házassága az osztrák–magyar trónörökössel
1900. július 1-jén az észak-csehországi Reichstadtban (ma: Zákupy, Csehország) Ferenc Ferdinánd főherceg feleségül vette Chotek Zsófiát. A császári család távol maradt, csak Ferenc Ferdinánd mostohaanyja, Mária Terézia portugál infánsnő (Maria Theresa von Portugal), Károly Lajos főherceg özvegye jött el két leányával, Mária Annunciáta és Erzsébet Amália főhercegnőkkel, Ferenc Ferdinánd féltestvéreivel. A trónörökös édestestvérei sem jelentek meg bátyjuk esküvőjén.
I. Ferenc József császár, Ferenc Ferdinánd főherceg nagybátyja csak hosszú viták és veszekedések után, súlyos és megalázó feltételek árán engedélyezte unokaöccse házasságát. A Habsburgok a trónörökös házasságát rangon alulinak („unstandesgemäß”) minősítették. A Chotek családot nem tartották önmagukkal egyenlő rangban születetteknek („Ebenbürtigkeit”), bár a Chotekeké volt az egyik legősibb cseh főnemes család. Lehetséges továbbá, hogy a Chotekek szláv származása is hozzájárult ehhez (ekkoriban ugyanis parázslottak a nemzetiségi ellentétek a Monarchián belül). A császár makacsul megtagadta, hogy a grófnő családját a Habsburgokkal azonos rangúnak („ebenbürtig”) ismerje el, azaz a birodalmi főnemesek sorába emelje. Csak morganatikus házasságot engedélyezett unokaöccsének, ami azt jelentette, hogy Ferenc Ferdinánd trónörökösnek e házasságból születendő gyermekeit kizárták a trónöröklésből.
Az esküvő napján a császár Chotek Zsófiát főnemes hercegnő (Fürstin von Hohenberg) rangra emelte; ez alacsonyabb rang volt az uralkodó család tagjainak hercegnő (Herzogin) címénél. A császár kikötötte, hogy a születendő gyermekeknek a von Hohenberg családnevet kell viselniük.
Zsófia hercegnőnek, bár a császári trón örökösének felesége volt, számos megalázó intézkedést kellett elviselnie. Senki sem nevezhette vagy szólíthatta őt a jövendő császárnénak („die künftige Kaiserin-Gemahlin”), csupán a jövendő császár felesége („die Gemahlin des künftigen Kaisers”), vagy a császári és királyi feleség (kaiserliche und königliche Gemahlin) címet használhatta. A uralkodó család tagjai minden alkalommal másodosztályú személyként kezelték. Színházi előadásokon nem foglalhatott helyet a császári díszpáholyban (Hofloge), díszszemléken nem utazhatott férje, a trónörökös hintajában. Egy idő után ezek az eljárások már nagyon zavarták a szigorú császári udvari protokollt. A helyzet enyhítésére Ferenc József 1909-ben megadta Zsófiának az uralkodó család nőtagjait megillető hercegnő (Herzogin von Hohenberg) címet, és az ezzel kijáró Fenség („Hoheit”) megszólítás jogát. A császári család tagjai közül csak Stefánia koronahercegné (1864–1945), Rudolf koronaherceg özvegye állt melléjük, aki 1900-tól Lónyay Elemér magyar gróf felesége volt, és gyakran meghívta a trónörökös házaspárt az oroszvári Lónyai-kastélyba (ma: Pozsony része).
Ferenc Ferdinándról ismert, hogy nem kedvelte a magyarokat, viszont sokkal közvetlenebb volt a Monarchia szláv alattvalóival szemben. Emiatt számos szláv politikus abban bízott, hogy megvalósulhat a trialista Monarchia és többek között a cseheknek is ugyanannyi beleszólásuk lesz az állam irányításába, mint a magyaroknak. Ferenc Ferdinánd rokonszenve a szlávok iránt vélhetően felesége származásából is adódott.

### Gyermekei
A család a bécsi Belvedere kastélyban lakott. Nyári rezidenciájuk a csehországi Konopiště kastélyban volt. Ferenc Ferdinánd és Chotek Zsófia házasságából négy gyermek született:
- Zsófia hohenbergi hercegnő (Sophie Fürstin von Hohenberg, 1901–1990), aki 1920-ban Friedrich von Nostitz-Rieneck grófhoz (1893–1973) ment férjhez.
- Miksa hohenbergi herceg (Maximilian Herzog von Hohenberg, 1902–1962), aki 1926-ban Elisabeth von Waldburg, Wolfegg und Waldsee grófnőt vette feleségül.
- Ernő hohenbergi herceg (Ernst Fürst von Hohenberg, 1904–1954), aki 1936-ban Marie-Thérèse Wood-ot vette feleségül.
- Egy fiú (halva született */† 1908).

Az uralkodó hercegi címet (Herzog) csak a legidősebb fiú örökölte, a többiek az alacsonyabb, főnemes hercegi címet (Fürst) viselték.

### Meggyilkolása Szarajevóban

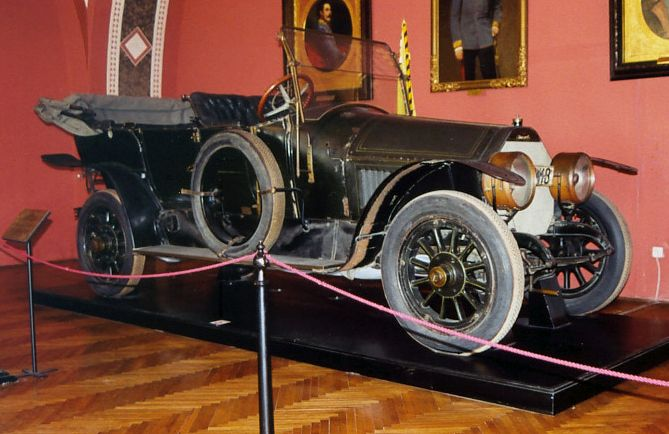
A gépkocsi, amelyben a trónörököst és feleségét a halálos lövések érték (Bécs, Hadtörténeti Múzeum

1914. június 28-án Ferenc Ferdinánd főherceg, Zsófia kíséretében hivatalos látogatást tett Boszniában, a k. u. k. csapatok ott folyó hadgyakorlatának szemlézése céljából. Szarajevóban a „Mlada Bosna” nevű bosnyák-szerb nacionalista terrorszervezet egyik tagja, a 20 éves Gavrilo Princip pisztolyából két lövést adott le 11 óra körül a gépkocsijában ülő trónörökösre és feleségére. Zsófia hercegnőt ágyékán érte a találat, ő elvérzett a kocsiban. A korabeli szóbeszéd, miszerint az asszony ötödik gyermeküket várta, nincs kellőképpen bizonyítva. Ferenc Ferdinánd nyaki ütőerét szakította fel a golyó, rövid idő múlva belehalt sérülésébe. Gavrilo Princip később azt vallotta, hogy csak a trónörököst akarta meggyilkolni, Zsófia hercegnőnek ártani nem állt szándékában.
A trónörökös meggyilkolása után az Osztrák–Magyar Monarchia kormánya ultimátumot küldött Szerbiának, majd 1914. július 28-án hadat üzent. Az akkori nagyhatalmak szövetségi rendszereiből következően ez a lépés kirobbantotta az első világháborút.

### Temetése
Ferenc Ferdinándtól és Chotek Zsófiától – rangon aluli morganatikus házasságuk miatt – a császár megtagadta a hivatalos állami gyászszertartást. Alfred von Montenuovo, a császár főudvarmestere a holttesteket a bécsi Hofburgban csak két órányi időre ravataloztatta fel. Chotek Zsófia hohenbergi hercegnő koporsója mellé megalázó módon csak az udvarhölgyek jelképeit (legyezőt és fehér kesztyűt) helyeztek ki. Július 4-én rövid, zárt körű szertartás után az alsó-ausztriai artstetteni kastély családi kriptájában temették el őket szándékoltan szerény, „harmadosztályú” külsőségek mellett („Begräbnis III. Klasse”). A kastélyban később Ferenc Ferdinánd-emlékmúzeumot rendeztek be.